# الكيمياء الفيزيائية للأغذية
الكيمياء الفيزيائية للأغذية وبالانجليزية (Food physical chemistry) تعتبر الكيمياء الفيزيائية للأغذية فرعًا من فروع كيمياء الأغذية  وتهتم بدراسة التفاعلات الفيزيائية والكيميائية في الأطعمة من حيث المبادئ الفيزيائية والكيميائية المطبقة على النظم الغذائية ، فضلاً عن التطبيقات الفيزيائية / التقنيات والأجهزة الكيميائية لدراسة الأطعمة. يشمل هذا المجال «المبادئ الفيزيوكيميائية للتفاعلات والتحويلات التي تحدث أثناء تصنيع الأطعمة ومناولتها وتخزينها» 
غالبًا ما يتم استخلاص مفاهيم الكيمياء الفيزيائية للأغذية من الريولوجيا ، ونظريات ظواهر النقل ، والديناميكا الحرارية الفيزيائية والكيميائية ، والروابط الكيميائية وقوى التفاعل ، وميكانيكا الكم وحركية التفاعل ، وعلم البوليمرات الحيوية ، والتفاعلات الغروية ، والتنوي ، وتحولات الزجاج والتجميد ،  المواد الصلبة غير المنتظمة / غير البلورية.
تتراوح التقنيات المستخدمة على نطاق واسع من القياس الديناميكي ، والفحص المجهري البصري ، والمجهر الإلكتروني ، و AFM ، وتشتت الضوء ، وحيود الأشعة السينية / حيود النيوترون ،  إلى التصوير بالرنين المغناطيسي ، والتحليل الطيفي ( NMR ،  FT- NIR / IR ، NIRS ، ESR و EPR ،  CD / VCD ،  الإسفار ، FCS ،  HPLC ، GC-MS ،  وغيرها من التحليلات ذات الصلة التقنيات.
يتطلب فهم العمليات الغذائية وخصائص الأطعمة معرفة الكيمياء الفيزيائية وكيفية تطبيقها على أطعمة وعمليات غذائية معينة. الكيمياء الفيزيائية للأغذية ضرورية لتحسين جودة الأطعمة واستقرارها وتطوير المنتجات الغذائية . نظرًا لأن علم الغذاء هو مجال متعدد التخصصات ، يتم تطوير الكيمياء الفيزيائية للأغذية من خلال التفاعلات مع مجالات أخرى من كيمياء الأغذية وعلوم الأغذية ، مثل: الكيمياء التحليلية للأغذية ، وهندسة العمليات الغذائية / معالجة الأغذية ، وتكنولوجيا الأغذية والعمليات الحيوية ، وبثق الطعام ، مراقبة جودة الأغذية وتغليف المواد الغذائية والتكنولوجيا الحيوية للأغذية وعلم الأحياء الدقيقة للأغذية .

## موضوعات في الكيمياء الفيزيائية للأغذية
فيما يلي أمثلة لمواضيع في الكيمياء الفيزيائية للأغذية تهم صناعة الأغذية وعلوم الأغذية:
- الماء في الأطعمة
  - التركيب الموضعي في الماء السائل

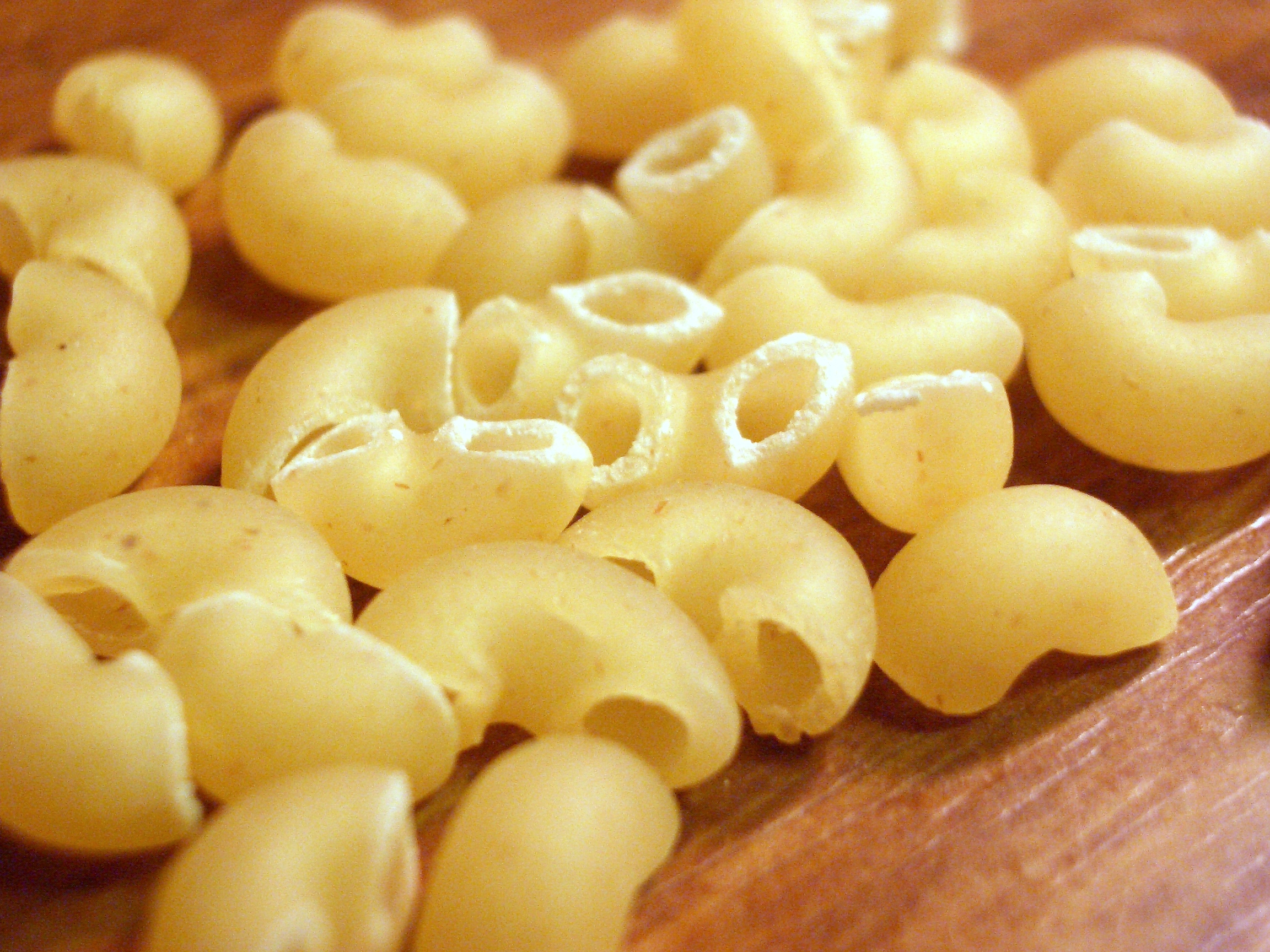
المعكرونة عبارة عن معكرونة مجوفة مبثوقة.

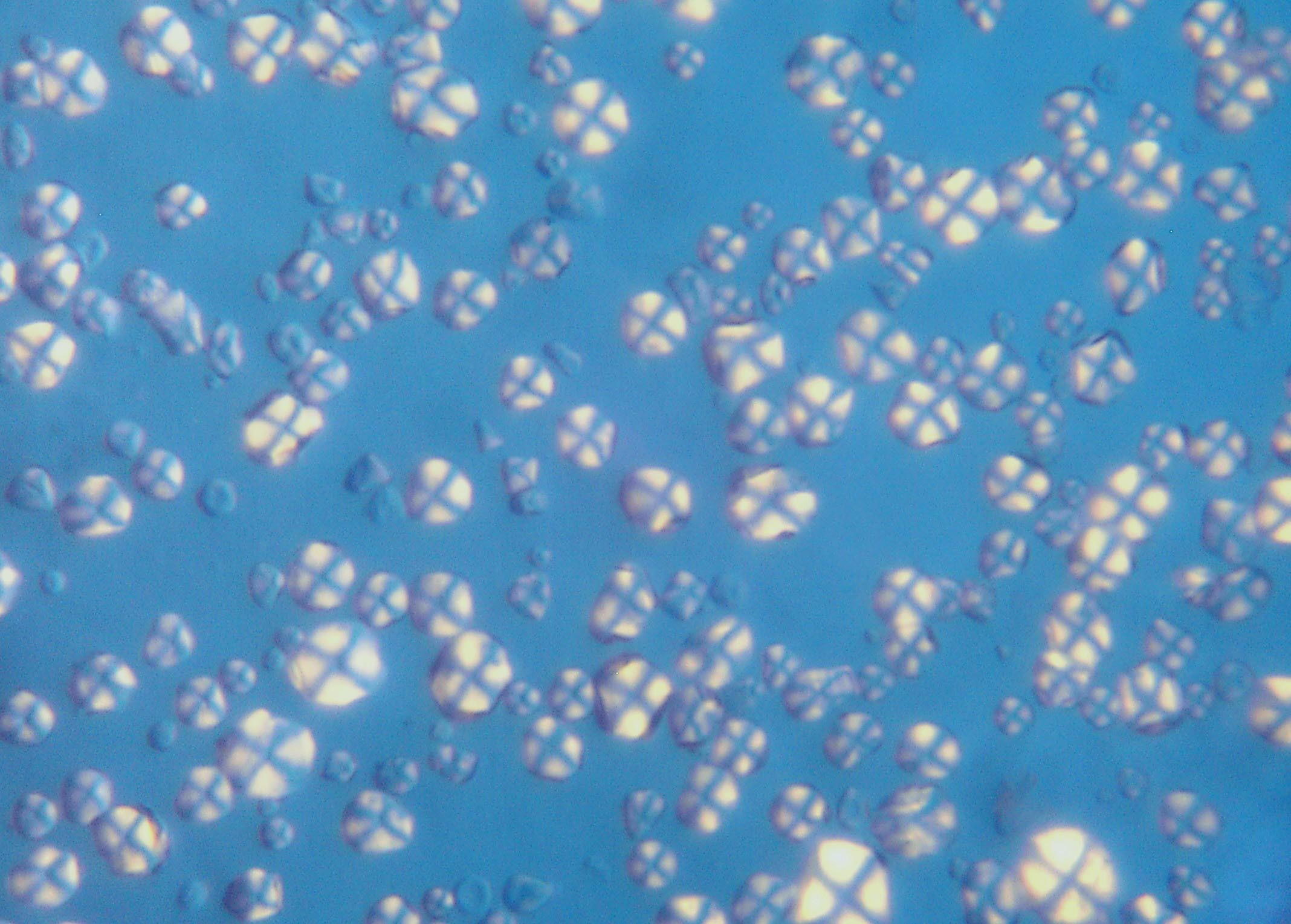
النشا ، مكبرة 800x ، تحت الضوء المستقطب

  - التبلور الدقيق في مستحلبات الآيس كريم
- عمليات التشتت والامتصاص السطحي في الأطعمة
- أنشطة الماء والبروتين
- ترطيب الطعام وفترة الصلاحية
- التفاعلات الكارهة للماء في الأطعمة
- الرابطة الهيدروجينية والتفاعلات الأيونية في الأطعمة
- كسر رابطة ثاني كبريتيد وتشكيلها في الأطعمة
- تشتت الطعام
- الهيكل الوظيفي في الأطعمة
- هيكل الغذاء الدقيق والنانو
- الهلام الغذائي وآليات التبلور
- عبر الارتباط في الأطعمة
- جلتنة النشا والتراجع
- التعديل الفيزيائي والكيميائي للكربوهيدرات
- التفاعلات الفيزيائية والكيميائية في تركيبات الغذاء
- تأثيرات التجميد على الأطعمة وتجميد تركيز السوائل
- انتقال الزجاج في جلوتين القمح وعجين القمح
- تجفيف الأطعمة والمحاصيل
- ريولوجيا عجين القمح والجبن واللحوم
- ريولوجيا عمليات البثق
- حركية إنزيم الغذاء
- إنزيمات وخلايا ثابتة
- الكبسلة الدقيقة
- بنية الكربوهيدرات وتفاعلاتها مع الماء والبروتينات
- تفاعلات ميلارد براوننج
- تراكيب الدهون والتفاعلات مع الماء والبروتينات الغذائية
- بنية البروتينات الغذائية وترطيبها ووظائفها في الأطعمة
- تمسخ البروتين الغذائي
- إنزيمات الغذاء وآليات التفاعل
- تفاعلات الفيتامينات والحفظ أثناء معالجة الطعام
- تفاعل الأملاح والمعادن مع البروتينات الغذائية والماء
- تحديد اللون وتلوين درجة الغذاء
- النكهات والإدراك الحسي للأطعمة
- خصائص المضافات الغذائية

## حقول ذات صله
- كيمياء الغذاء
- فيزياء الغذاء وريولوجيا الغذاء
- الكيمياء الفيزيائية الحيوية
- الكيمياء الفيزيائية
  - المطيافية - المطبقة
  - القوى بين الجزيئات
  - تقنية النانو والبنى النانوية
- الفيزياء الكيميائية
  - الديناميات الجزيئية
  - كيمياء السطح وقوى فان دير فال

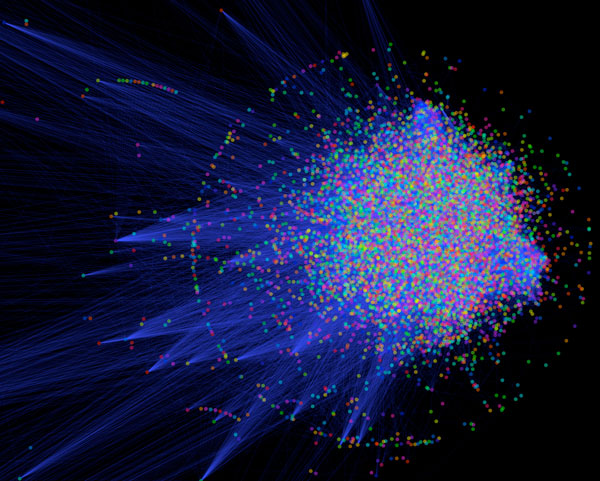
تصور طوبولوجيا الشبكة التفاعلية البشرية مع الخطوط الزرقاء بين البروتينات (ممثلة كنقاط) تظهر تفاعلات البروتين والبروتين.

  - التفاعلات الكيميائية وكيمياء التفاعل
- كيمياء الكم
  - علم الوراثة الكمومية
  - النماذج الجزيئية للحمض النووي والنمذجة الجزيئية للبروتينات والفيروسات
- الكيمياء الحيوية العضوية
- كيمياء البوليمر
- الكيمياء الحيوية والكيمياء البيولوجية
  - علم الإنزيمات
  - تفاعلات البروتين والبروتين
  - الأغشية الحيوية
- بيولوجيا النظام المعقد
  - علم الأحياء التكاملي
  - الفيزياء الحيوية الرياضيةمثال على جهاز GC-MS
  - بيولوجيا النظم

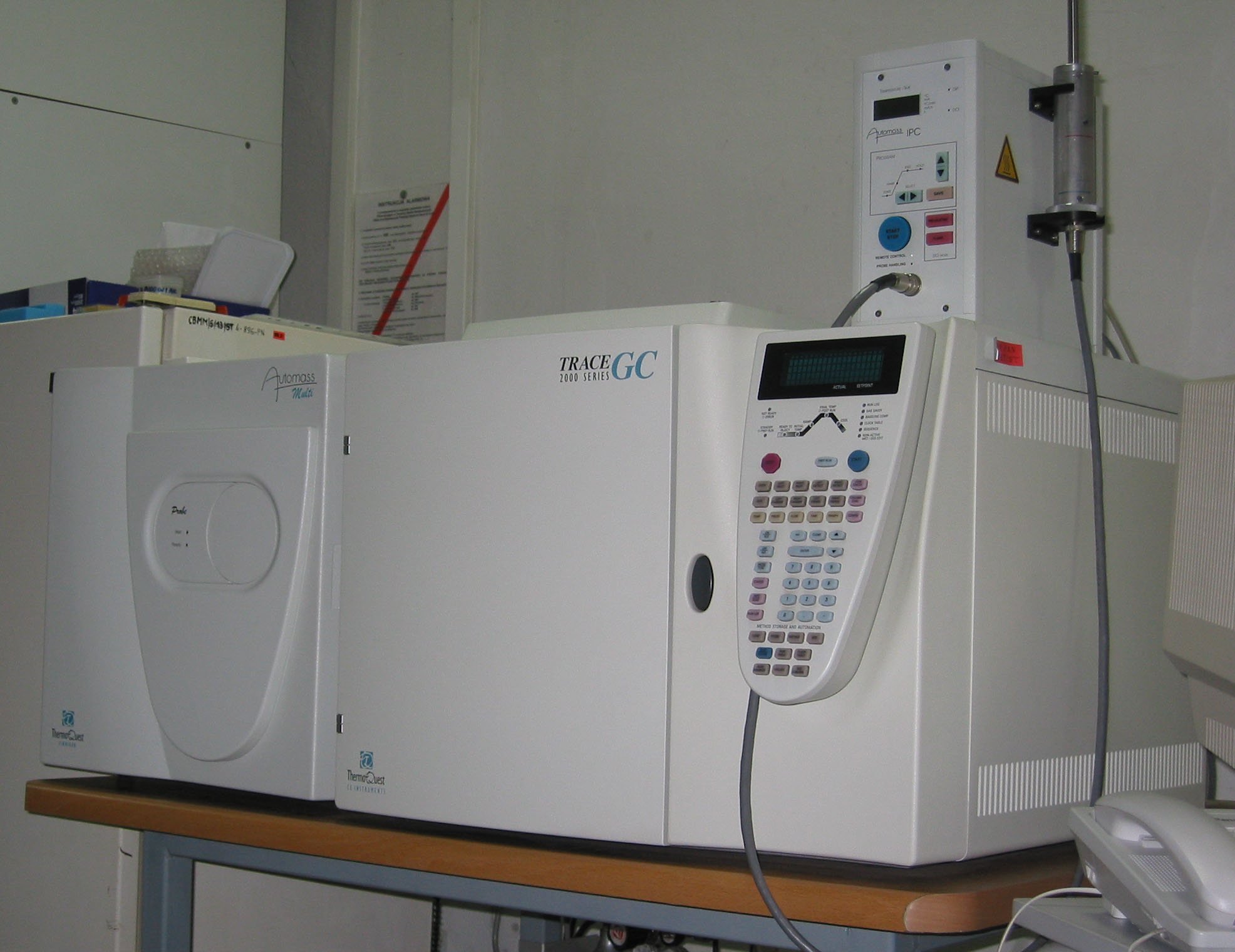
مثال على جهاز GC-MS

  - علم الجينوم ، البروتيوميات ، Interactomics ، المعلوماتية الحيوية الهيكلية ومعلوماتية كيميائية
- تكنولوجيا الغذاء وهندسة الأغذية وسلامة الأغذية والتكنولوجيا الحيوية الغذائية
  - التكنولوجيا الحيوية الزراعية
    -       - الخلايا والإنزيمات المعطلة
      - الكبسلة الدقيقة للمضافات الغذائية والفيتامينات ، إلخ.
- هندسة كيميائية
- بيولوجيا النبات وعلوم المحاصيل
- علوم الحيوان

## المجلات
- مجلة الكيمياء الفيزيائية الحيوية
- مجلة علوم الألبان (JDS)
- المجلة الدولية لعلوم وتكنولوجيا الأغذية
- مجلة علوم الأغذية والزراعة
- مواد البوليمر المسبقة (ACS)
- مجلة علم الأحياء التكاملي للجمعية الملكية للكيمياء
- الكيمياء العضوية والجزيئية الحيوية (مجلة RSC)
- طبيعة سجية

## روابط خارجية
- ACS قسم الكيمياء الزراعية والغذائية (AGFD)
- الجمعية الكيميائية الأمريكية (ACS)
- معهد علوم وتكنولوجيا الأغذية (IFST) ، (IFT سابقًا)
- علوم الألبان وتكنولوجيا الغذاء
- الكيمياء الفيزيائية . (كيث ج.لايدلر ، جون إتش مايزر وبريان سي سانكتشواري)
- عالم الكيمياء الفيزيائية (Keith J. Laidler ، 1993)
- الكيمياء الفيزيائية من أوستوالد إلى بولينج (جون دبليو سيرفوس ، 1996)
- 100 عام في الكيمياء الفيزيائية (الجمعية الملكية للكيمياء ، 2004)
- تاريخ كامبريدج للعلوم: العلوم الفيزيائية والرياضية الحديثة (ماري جو ناي ، 2003)